# Convento Agustinas de San Pedro
El Convento de las Agustinas de San Pedro, es un edificio de carácter religioso de clausura ubicado en la Vuelta de Aranzadi de Pamplona (Navarra, España). Construido entre 1967 y 1969 por los arquitectos navarros Fernando Redón Huici y Carlos Erroz, sirvió como sustituto del previo convento que las monjas Agustinas poseían en el cercano barrio de San Pedro.
En 2015, el Ayuntamiento de Pamplona adquirió la propiedad del lugar, después de que las monjas lo abandonasen en 2011. Desde entonces y hasta la actualidad, el edificio permanece en desuso y en estado de abandono.

## Historia
La comunidad de monjas regidas por la regla de San Agustín, se ubicaban en el monasterio de San Miguel de Valleclara, cercano a Barañáin hasta que en 1247, el obispo Pedro Ramírez de Gazólaz les cedió una ermita situada en las inmediaciones del Río Arga, la ermita de San Pedro de Ribas. En 1587, solicitaron trasladarse al interior de la ciudad de Pamplona, aunque no lo consiguieron. Tras ello, durante el siglo XVII, se levantó el conjunto monástico que sería el previo al de Aranzadi, el del barrio de San Pedro (actual Rochapea), compuesto por una iglesia y dos claustros. Este último, se convertiría tras el abandono de las religiosas hacia el nuevo convento levantado por Redón, en la Biblioteca de la Rochapea y el Museo de Educación Ambiental de Pamplona.

Fueron varios los motivos que llevaron a las Agustinas a considerar el abandono del viejo convento de San Pedro hacia mediados del siglo XX, para trasladarse a Aranzadi, tal como el propio Fernando Redón comenta en su publicación de 1974 Nueva Forma:
"Esta es la historia de una comunidad de monjas de Pamplona (del barrio de San Pedro) que tras siglos de vivir en la mayor pobreza se encontraron de pronto (y sin darse cuenta porque son de rigurosa clausura y no se asoman jamás al exterior) con que la ciudad había crecido y las había rodeado, convirtiendo su pobre, viejo y ruinoso convento, con sus huertos correspondientes, en un apeticibilísimo solar codiciado por toda clase de industriales de la construcción. Como en el viejo convento se morían de frío, les entraba el agua y se caía a trozos, además de pasarlo mal pensaban que todo esto era la principal causa de la casi absoluta falta de vocaciones que últimamente sufrían, y decidieron vender todo al mejor postor y hacerse un convento nuevo que no sé todavía exactamente por qué me encargaron a mí".

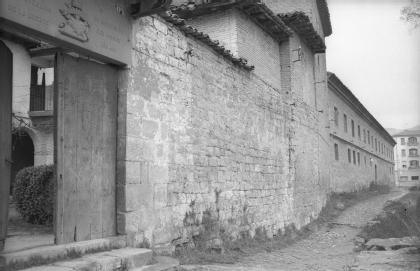
Antiguo convento del barrio de San Pedro

De tal manera, las religiosas Agustinas, decidieron encargar a Redón la construcción de su nuevo convento, ahora al otro lado del río Arga, en un espacio dedicado en su mayoría a huertas y zonas verdes; Aranzadi. Este nuevo emplazamiento, les resultaba bastante cercano al viejo convento que abandonaban en el barrio de San Pedro, y al mismo tiempo, un lugar tranquilo donde instalarse para llevar a cabo su estricta vida de clausura sin mayor interferencia con el exterior y la ciudad, que para entonces ya se había extendido considerablemente a sus alrededores con los barrios de la Rochapea y Chantrea. De tal manera, iniciándose la construcción del nuevo convento de Aranzadi en 1967, las religiosas se trasladaron allí en 1969, inaugurándose finalmente el 8 de septiembre del mismo año.

## El edificio
El nuevo convento de Aranzadi se situaría al norte de la ciudad, extramuros, cercano al puente medieval de San Pedro. La elección de este lugar para erigir el nuevo centro, no fue casual, al igual que tampoco la de los materiales para su construcción:
"Sobre esta zona de vegas y arboledas gravitan las murallas, la catedral y las viejas casas de cornisa del norte de la ciudad. No sé si fue por esta especie de telón de fondo, por la forma de ser de las monjas (realmente inefables) o por ambas cosas a la vez, pero el caso es que desde un principio vi este proyecto de una forma muy clara y muy "sui generis"".
"En la mirada que Fernando Redón dedica en esta obra hacia la historia se funden lo rural y lo culto, a través del material y la estructura tipológica de la institución. Y se funde en una interpretación contemporánea del pasado que se impregna de la gravedad desnuda y austera de las fortalezas, de los castillos y de algunos conventos antiguos y olvidados, a los que la erosión de los siglos ha despojado de todo lo superfluo. Pocas instituciones son capaces de expresar la intemporalidad arquitectónica como los cenobios, con su función tan antigua como "invariable". Por eso, Redón escoge un material milenario: la tierra cocida en ladrillos y tejas árabes. Tierra de la zona, que se ordena para albergar una función, con la que se ancla al lugar. Construye así un edificio profundamente arraigado y adecuado en su carácter, en el que la vida y la personalidad de las monjas ejercieron un determinante influjo".
En cuanto a la naturaleza del edificio, para su planteamiento constructivo, se tuvo en cuenta que el hecho de que se tratase de un centro de naturaleza de clausura, hacía precisas una serie de filtros que graduasen la conexión e interacción con el mundo exterior, con el fin de preservar la privacidad y el estilo de vida de las monjas en su interior. Bajo esta premisa, el edificio fue diseñado en todo momento teniendo en cuenta espacios que hiciesen la función de filtro con el exterior, como locutorios para las visitas, tornos para recibir y entregar objetos, y puertas indirectas:
"El programa era muy definido y llevaba claramente a una disposición claustral principal con los anejos de la iglesia y casa del capellán. Como el numero de celdas era pequeño, se podía permitir la apertura del patio o claustro hacia el sol retranqueando la segunda y tercera plantas".
Por otra parte, Redón siguió en este edificio también su costumbre de determinar su configuración de planta en función de la luz solar y su máximo aprovechamiento directo, posicionándolo así sobre el terreno en relación con los ejes cardinales para captar el máximo de luz solar a mediodía, y cerrándolo en su cara norte de manera hermética. Bajo esta configuración, se levantó el bloque principal del edificio, el claustro, en  disposición abierta al sur y cerrada al norte, en una sección escalonada de tres alturas o pisos, a modo de escalera, que permitían que el máximo de luz solar entrase al patio interior del mismo. El aspecto general del edificio, fue concebido tal como el propio arquitecto menciona, en una forma de "U", donde utilizó para ello un esquema de patio abierto. La capilla se situaría por otro lado frente a la puerta principal de acceso o atrio, y a los lados de esta, a la izquierda, se situaron las dependencias del servicio y la vivienda del capellán mientras que a la derecha, pegados al claustro, diferentes zonas como los almacenes y los establos. Entre el claustro y la capilla se levantó el campanario, separando los dos espacios principales del conjunto. En todas estas dependencias del edificio, de la planta baja, se encontraban grosso modo las dependencias del servicio interior, la sala capitular, el refectorio, el comedor, la cocina, los almacenes, el lavadero, y la apertura al jardín del claustro.

## El claustro

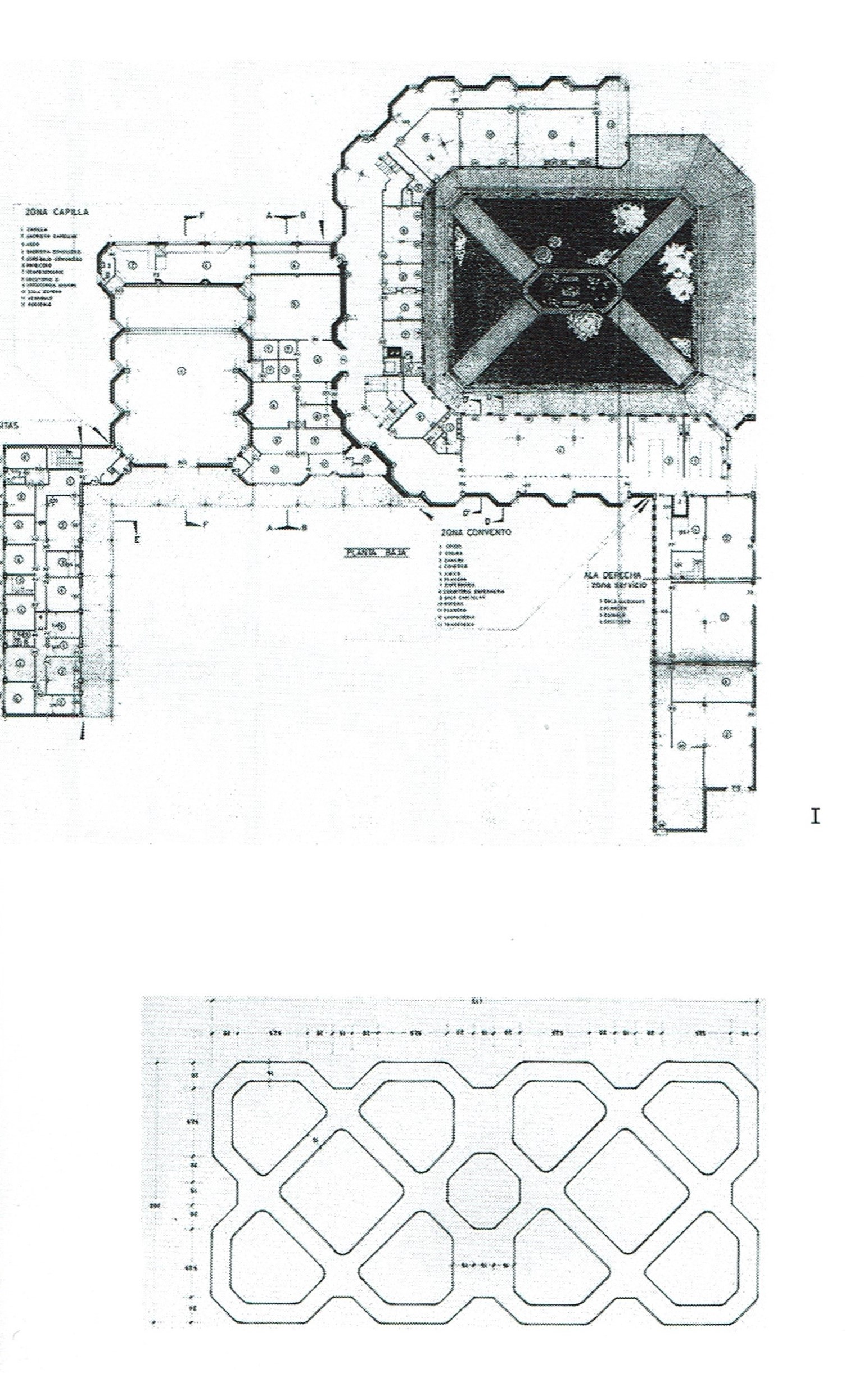
Planos del Convento de Agustinas de Aranzadi (Capilla, claustro y alas izquierda y derecha).

En el interior del claustro, las escaleras, baños y aseos, se ubicaron aprovechando las zonas trapezoidales que generaban cambios de dirección en la planta del propio conjunto. De esta forma, situando tales dependencias en dichos tramos, se lograba absorber estos espacios, que resultaban irregulares para poder emplearlos como por ejemplo habitaciones. Así, mediante esta configuración, se permitió que todas las otras salas, dependencias y dormitorios fuesen del mismo tamaño y forma.
Por otro lado, el claustro se diseñó en forma rectangular, contando con que las diferentes celdas y dependencias se abriesen por ambos lados, tanto al interior como al exterior del edificio. Por un lado, las habitaciones de la planta baja, se conectaban con puertas que daban directamente al jardín del claustro, y las de la primera planta, a una terraza o balconada común. Las habitaciones de los dos últimos pisos, sin embargo, dispusieron únicamente de una abertura que daba al pasillo interior del propio bloque claustral, y ventanales al patio claustral.
El trazado del patio del claustro, se diseñó también con forma rectangular, siguiendo una dirección norte-sur. En relación con la disposición general del claustro, los espacios de tránsito se proyectaron abiertos y comunicados entre las diferentes plantas, especialmente con la finalidad de cualquier toque de campana, oración o cántico se oyese por todo el edificio. Las chimeneas de luz verticales (ventanales) que atravesarían el claustro en su altura por las fachadas externas, por otro lado, además de iluminar el interior de los pasillos, se dispusieron con la finalidad de ofrecer un sentido de comunidad al espacio, aunque respetando (como en todo el resto del edificio), el sentido de clausura con respecto al mundo exterior. Para mantener este último mencionado aspecto de rigurosa clausura, se instalaron una serie de celosías metálicas a modo de cerramiento en todas las ventanas y aperturas del edificio hacia su exterior, que permitirían un adecuado paso de luz mientras que actuarían como filtro con respecto al mundo exterior.

## La capilla

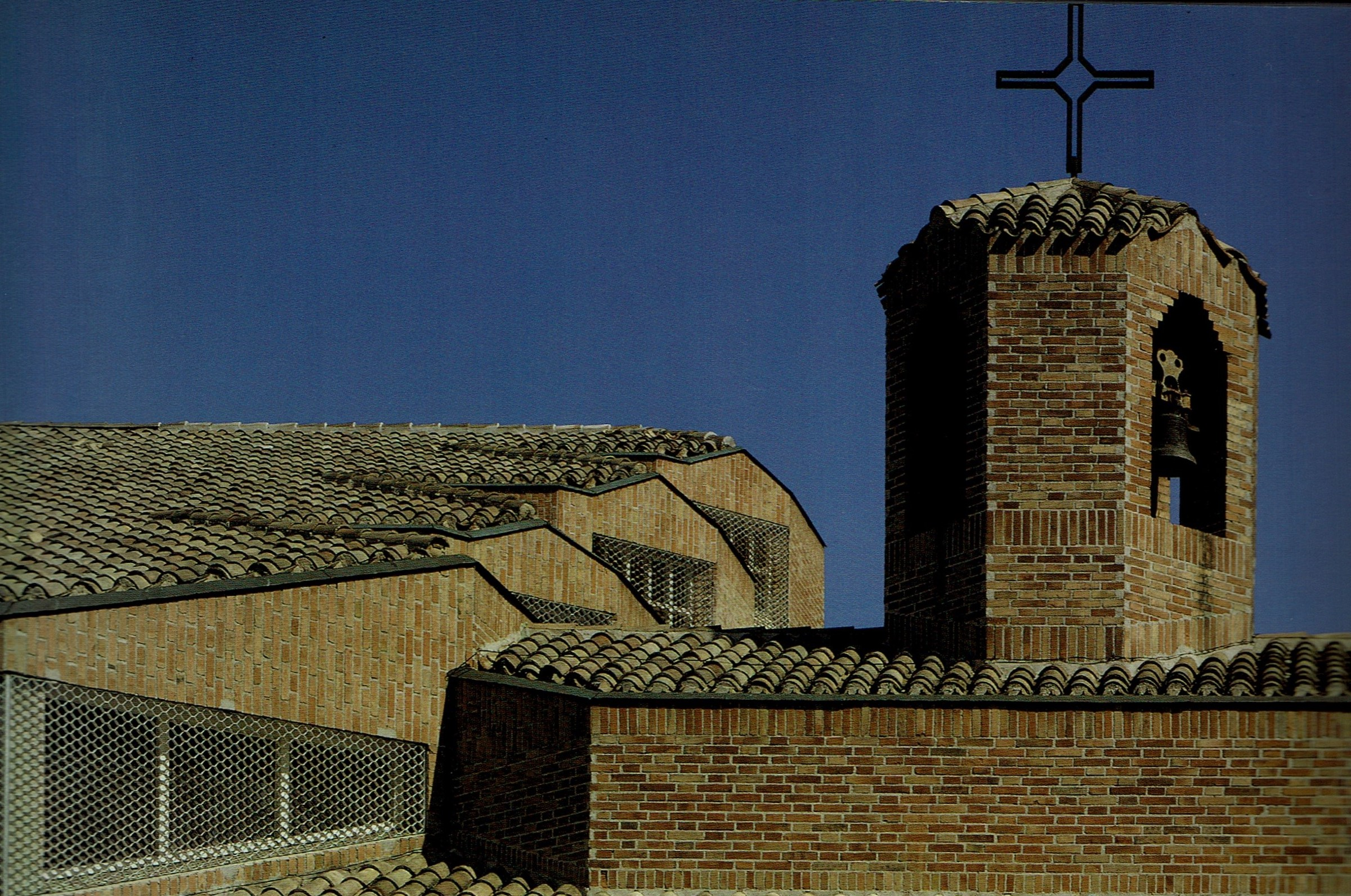
Campanario y capilla en zigzag del Convento de Agustinas de Aranzadi

La cabecera de la capilla del edificio se orientó intencionadamente hacia el este, siguiendo el antiguo canon de la liturgia católica. El principal condicionante en su construcción y diseño, era que debía incluir el retablo barroco de la antigua iglesia. Por ello, adaptándose al tamaño del retablo, la estructura de la iglesia se diseñó partiendo de un volumen sencillo rectangular, que después iba doblándose o plegándose de forma progresiva en su perímetro. Estos pliegues en su envolvente, lo hacen parecer estar formado por prismas de base octogonal en consecución, dándole un aspecto de silo de almacenamiento. Por otro lado, la iglesia fue proyectada con un tejado a cuatro aguas, cuya coronación o parte más alta, se unía al altar, dando así el mayor espacio al retablo. Desde allí se rebajarían el faldón o cubierta que cubriría la iglesia hasta el ventanal de la zona del coro. Estos elementos se diseñaron de tal modo que, desde la entrada y viendo la capilla junto a esta de frente, toda la cubierta se viese como una sola, en un solo plano, pero con unos bordes zigzageantes. En la parte posterior de la iglesia, por el otro lado al que se asentó el altar, dos pilares se utilizaron adheridos a la pared para sujetar el peso de toda la cabecera y cubierta a modo de contrafuerte, algo que al mismo tiempo, potenciaba la evocación de construcción medieval o románica debido a su apariencia de tosquedad o robustez, de muros anchos y pesados.
Por otra parte, las paredes interiores de la iglesia se concibieron separadas por ventanales verticales (chimeneas de luz al igual que las del claustro), que tendrían la función de iluminar el altar y el retablo, cubiertas en su totalidad de celosía metálica y con cristales amarillos. En todo caso, visto desde el interior, el techo de la iglesia no coincide con la pendiente plana de la cubierta exterior, sino que desciende de una forma escalonada, terminando en el lugar del coro, donde se ubicó el órgano. Al este espacio abierto hacia la entrada o atrio principal, se le abría el gran ventanal cerrado con celosía que permitía el paso de la luz hacia el retablo y piso coral.

## Abandono
El edificio, inicialmente inaugurado en 1969, contaba con una comunidad de unas 30 monjas. Para el año 2008, sin embargo, solo quedaban viviendo allí una decena de religiosas. Ese mismo año, en diciembre, la Caja de Ahorros de Navarra (CAN) firmó la compra del edificio acordando con las monjas que aún vivían en él que no había mucha prisa en abandonarlo. En el año 2010 la CAN y el pleno del Ayuntamiento de Pamplona firmaron un convenio para que el edificio fuera de propiedad municipal y finalmente en el año 2015 el Ayuntamiento de Pamplona se hizo con el edificio y la parcela de 13.500 m².
El edificio se mantuvo en desuso desde aquel momento, y en los últimos años, especialmente a partir del año 2017, su estado y conservación se vio debilitado, llegando a estar hoy en día en pleno estado de abandono y ruina. Los robos y el vandalismo en el edificio han hecho que los elementos básicos para su mantenimiento e integridad hayan sido sustraídos o directamente destruidos, entre ellos, por ejemplo, las redes de celosía de cobertura de todas las ventanas y del espacio del coro (sustraídas entre diciembre de 2017 y febrero de 2018), o ventanas, tabiques, puertas, y otros elementos estructurales vitales para la conservación del inmueble. Además, han sido numerosos los incendios e inundaciones sufridos en su interior, habiendo sido uno de ellos el causante de la calcinación completa del órgano que todavía se mantenía en el espacio del coro de la capilla (el cual ya había sufrido previamente el robo de sus tubos metálicos).
En verano de 2018, el edificio fue cerrado siguiendo un 'proyecto' de reparación de su cubierta llevado a cabo por el Ayuntamiento. Con ello, las ventanas y accesos al interior del convento fueron tapiadas, y su interior vaciado de escombro, cristales y basura. Aun así, pocos meses después, las tapias fueron rotas quedando de nuevo abierto, y continuando las incursiones ilegales a su interior, hasta el punto de que en julio de 2023, fuesen desalojadas de su interior una veintena de personas sin hogar que hacían uso del edificio abandonado como vivienda.
Esta parcela de terreno sin uso y su edificación, de uso dotacional, ha sido por otra parte objeto de diversas propuestas de restauración y revalorización, por parte de diferentes partidos políticos y asociaciones de Pamplona. En 2015, Geroa Bai propuso restaurar y reutilizar el espacio para crear un gaztetxe. En 2020, se propuso también habilitar el espacio como un centro para gatos callejeros, y ese mismo año, se realizó otra propuesta de  estudio de viabilidad para la creación de un Hub audiovisual en él. En todo caso, ninguna de las propuestas terminó prosperando, y el edificio, continúa en pleno estado de abandono, aun habiendo recibido diferentes llamadas de atención o denuncias públicas por motivo de su estado de la mano de diferentes entidades políticas, incluso por el propio Colegio de Arquitectos Vasco Navarro (COAVNA), en 2020.

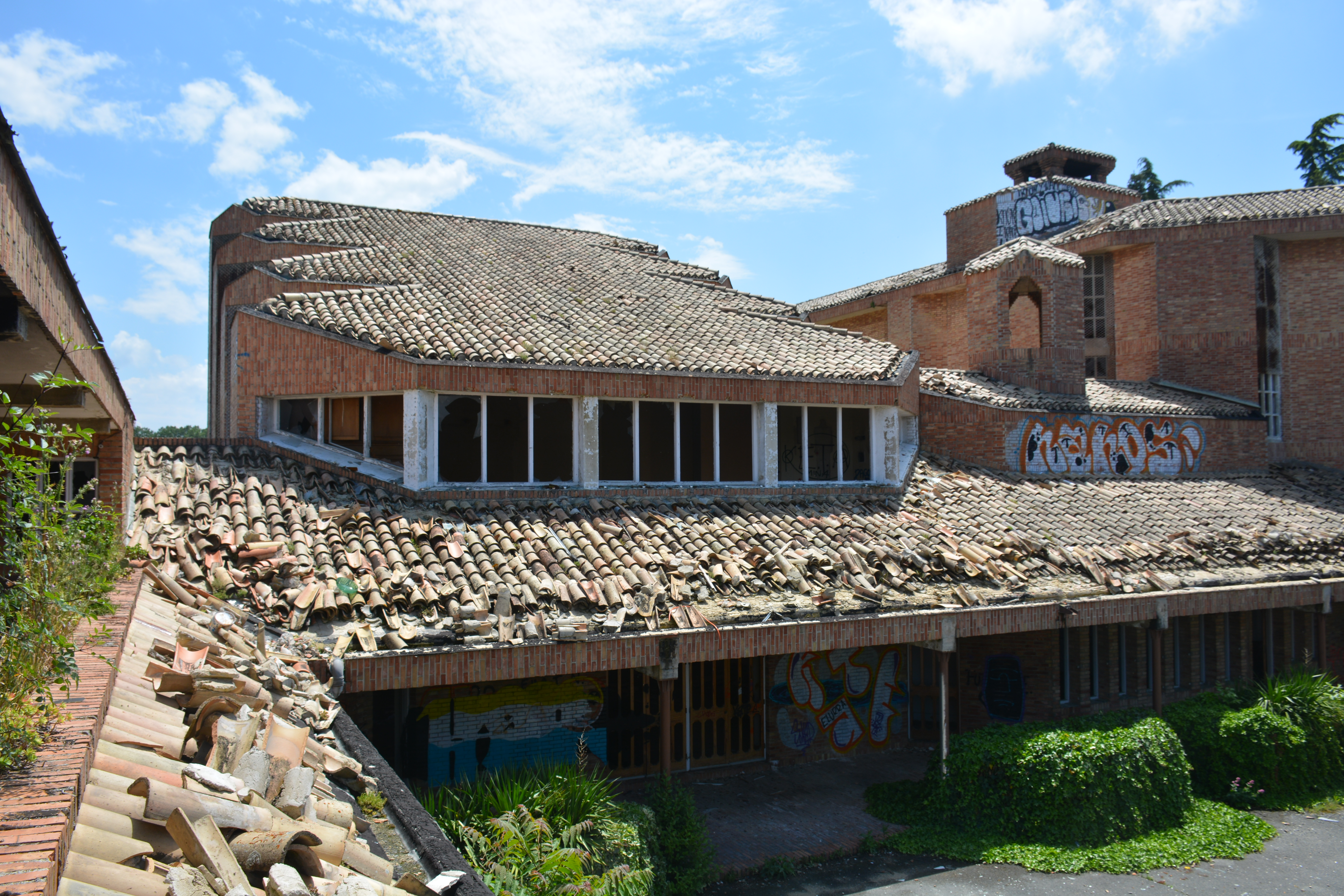
Vista frontal del convento en estado de abandono. Capilla, coro, campanario y al fondo claustro. Mayo de 2018.
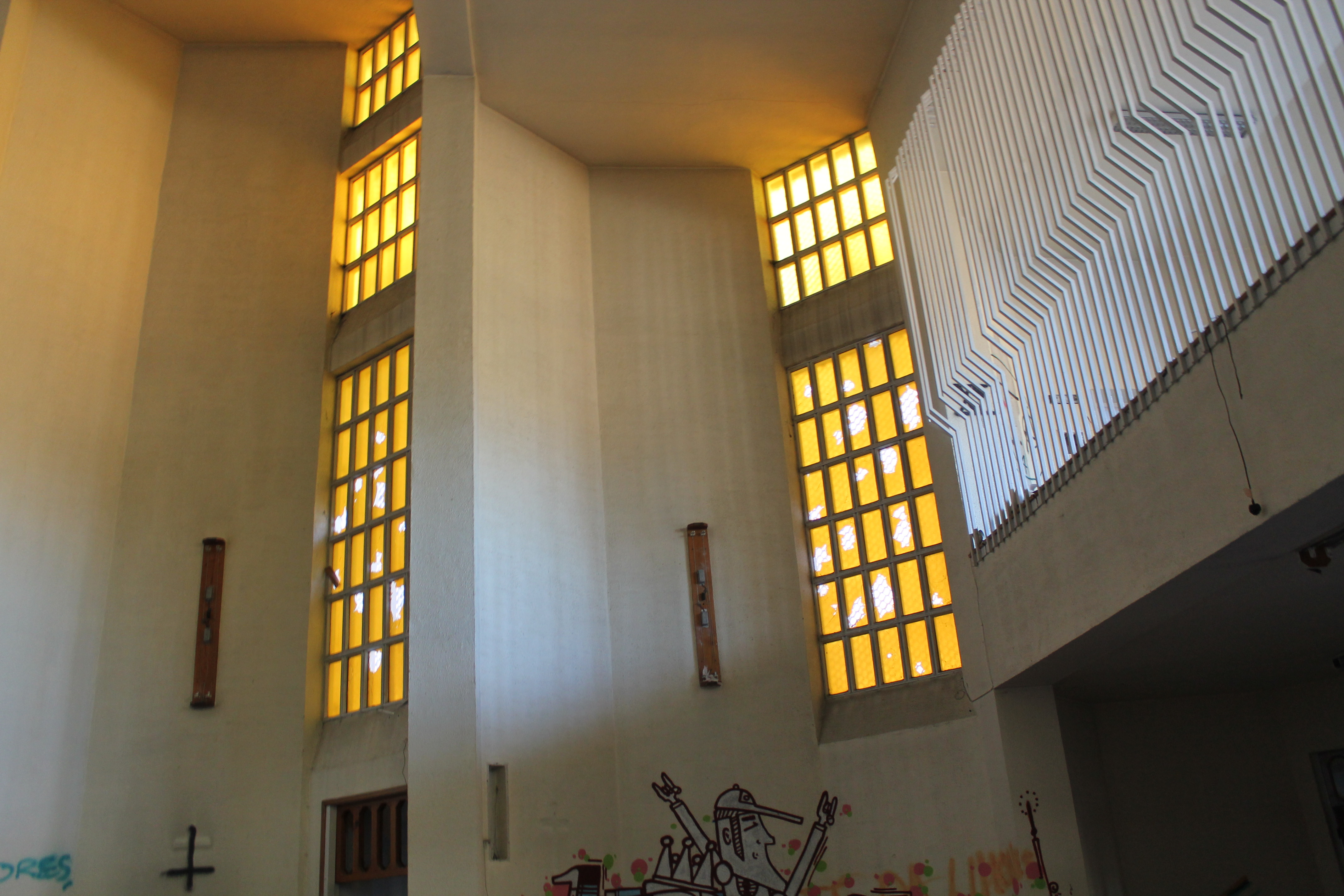
Vista interior de la capilla y coro del convento en estado de abandono. Diciembre de 2017.
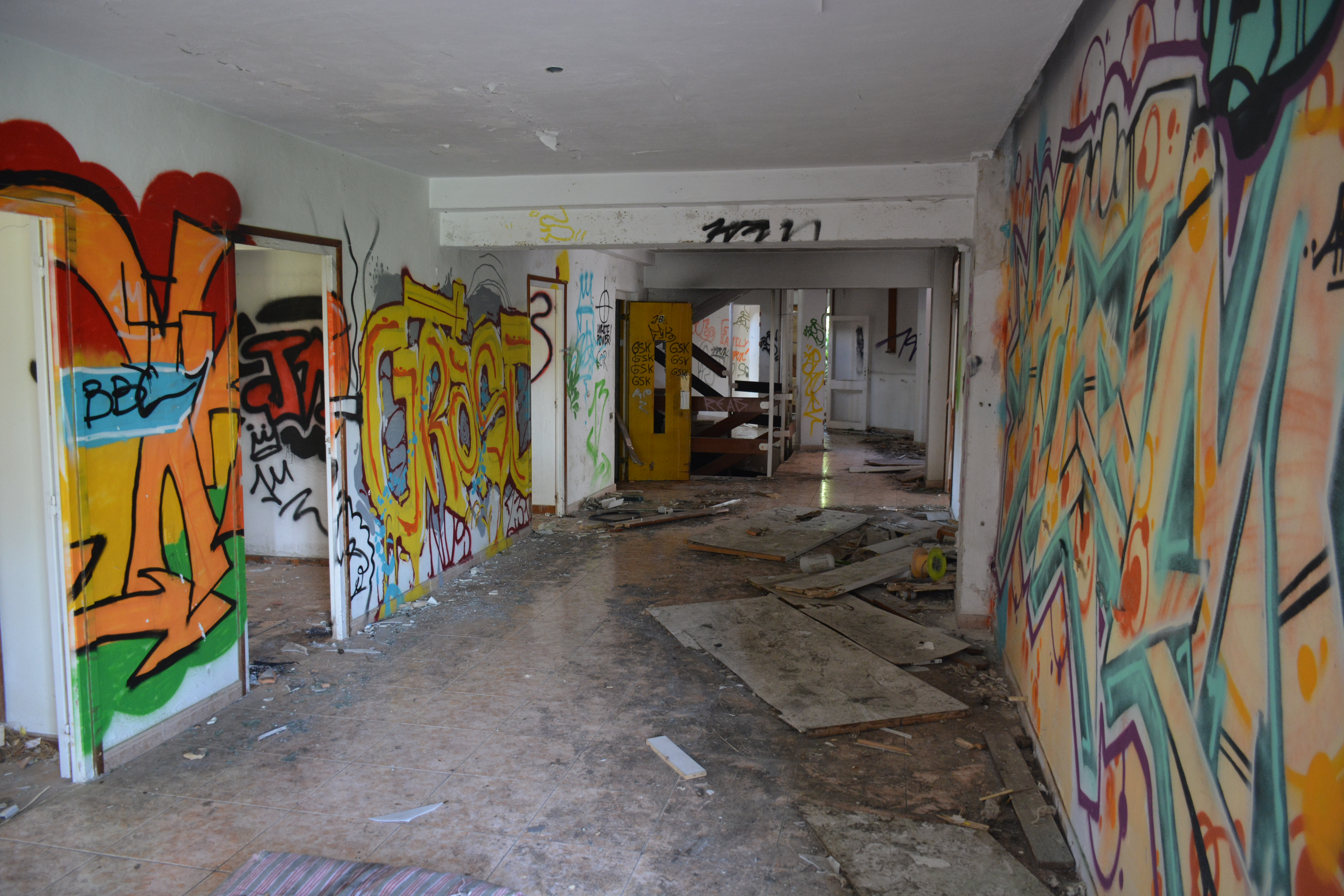
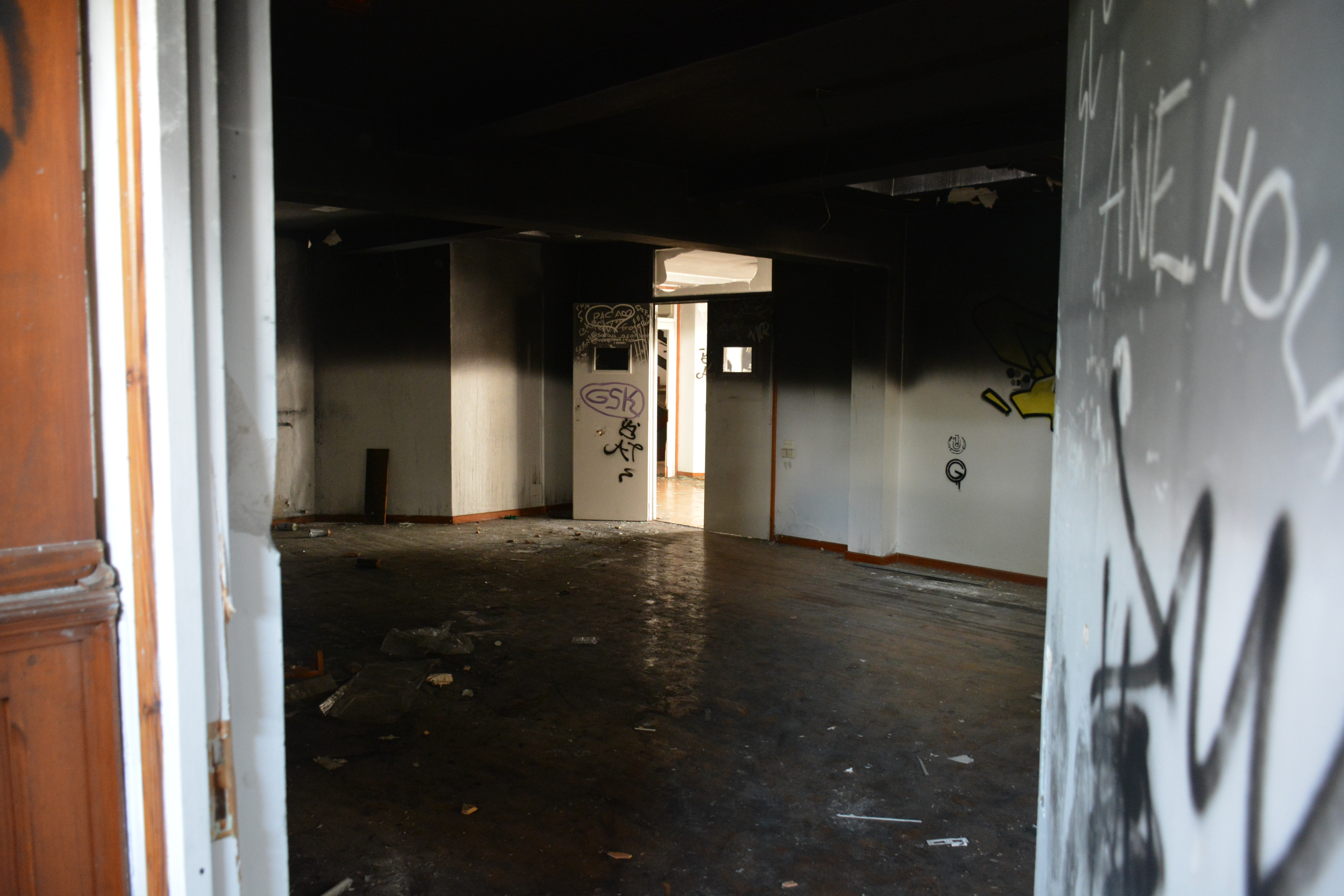
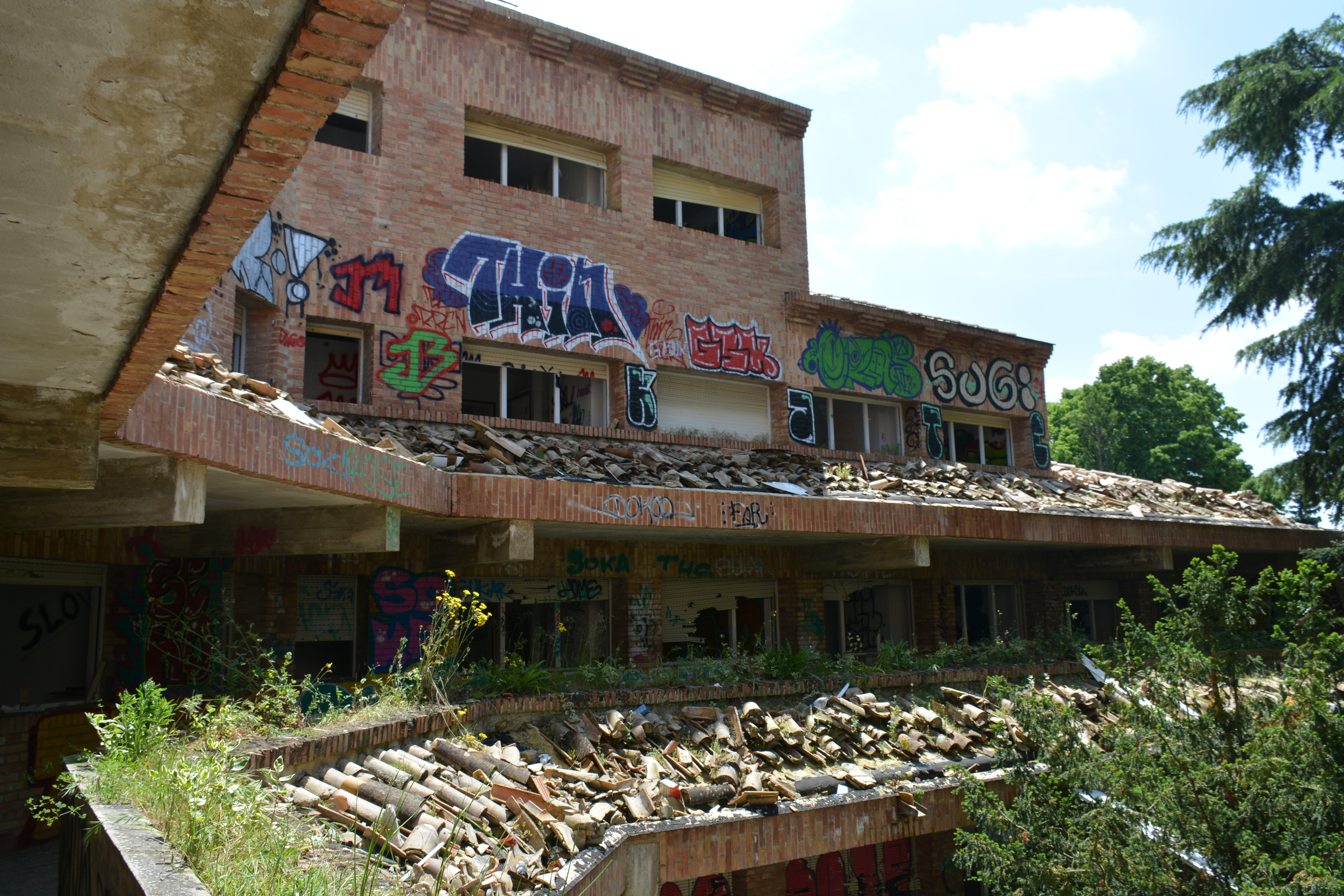
Vista interior del claustro del convento desde la balconada interior, en estado de abandono.  Mayo de 2018.